# Kepler-154e
Kepler-154e es un planeta extrasolar que forma parte de un sistema planetario formado por al menos cinco planetas. Orbita la estrella denominada Kepler-154. Fue descubierto en el año 2016 por la sonda Kepler por medio de tránsito astronómico.